# Tyler Rebbe
Tyler Rebbe is sinds de tweede helft van de jaren 80 een Amerikaanse muzikant en bassist die vooral in punkbands speelt.
De twee belangrijkste groepen waar Tyler voor heeft gespeeld zijn Pulley (1997-heden) en Death by Stereo, waar hij in begon te spelen in 2005, na het vertrek van de originele bassist Paul Miner. Later heeft Rebbe de band weer verlaten.
Andere bands waar Tyler in heeft gespeeld zijn Crucifer (1989-1991), Floodgoat (1992-1994), Budget (1994-1998), Mooselodge (2000-2002), Short Track (2002-2003) en Hot Potty (2003-heden). Hij speelt in laatstgenoemde band samen met Brooks Wackerman, de drummer van Bad Religion.